# Scoarța
Scoarţa é uma comuna romena localizada no distrito de Gorj, na região de Oltênia. A comuna possui uma área de 85.78 km² e sua população era de 4911 habitantes segundo o censo de 2007.